# Metropolitana di Changzhou
La metropolitana di Changzhou è la metropolitana che serve la città cinese di Changzhou.

## Rete
La rete si compone di due linee:
| Linea | Inizio        | Fine      | Apertura | Ultima estensione | Lunghezza | Stazioni |
| ----- | ------------- | --------- | -------- | ----------------- | --------- | -------- |
| 1     | Forest Park   | Nanxiashu | 2019     | -                 | 34 km     | 29       |
| 2     | Qingfeng Park | Wuyi Lu   | 2021     | -                 | 19,8 km   | 15       |

## Storia
Il 21 settembre 2019 venne aperta la linea 1; il 28 giugno 2021 seguì la linea 2.